# Wärmekapazität
Die Wärmekapazität {\displaystyle C} eines Körpers ist das Verhältnis der ihm zugeführten Wärme {\displaystyle Q} zu der damit bewirkten Temperaturerhöhung ({\displaystyle \Delta T}):
{\displaystyle C={\frac {Q}{\Delta T}}}
Die Einheit der Wärmekapazität ist J/K.
Je nachdem, ob isochores (konstantes Volumen {\displaystyle V}) oder isobares (konstanter Druck {\displaystyle p}) Arbeiten vorliegt, muss die isochore
{\displaystyle C_{V}={\mathrm {d} Q_{V} \over \mathrm {d} T}=\left({\partial U \over \partial T}\right)_{V}}
oder isobare Wärmekapazität
{\displaystyle C_{p}={\mathrm {d} Q_{p} \over \mathrm {d} T}=\left({\partial H \over \partial T}\right)_{p}}
verwendet werden. Hierbei entspricht {\displaystyle U} der inneren Energie und {\displaystyle H} der Enthalpie.
Bei homogenen Körpern lässt sich die Wärmekapazität als Produkt der spezifischen Wärmekapazität {\displaystyle c} und der Masse {\displaystyle m} des Körpers berechnen,
{\displaystyle C=c\cdot m,}
oder auch als Produkt seiner molaren Wärmekapazität {\displaystyle C_{\mathrm {m} }} und seiner Stoffmenge {\displaystyle n}:
{\displaystyle C=C_{\mathrm {m} }\cdot n}
Sowohl die spezifische als auch die molare Wärmekapazität sind Materialkonstanten und in einschlägigen Nachschlagewerken tabelliert.
Die Wärmekapazität ist eine extensive Zustandsgröße, kann also für einen Körper, der aus Teilen zusammengesetzt ist, als Summe der jeweiligen Wärmekapazitäten {\displaystyle C_{n}} seiner {\displaystyle N} Teile berechnet werden. Für die Gesamtwärmekapazität {\displaystyle C_{\mathrm {ges} }} ergibt sich daher:
{\displaystyle C_{\mathrm {ges} }=\sum _{n=1}^{N}C_{n}=C_{1}+C_{2}+\dotsb +C_{N}}
Für Schichtsysteme wie z. B. Wandkonstruktionen wird die Wärmekapazität pro Flächeneinheit angegeben, in J/(m2·K), für Meterware wie z. B. extrudierte Kühlkörper pro Längeneinheit, in J/(m·K).

## Ermittlung der Wärmekapazität im Mischungsversuch
Die experimentelle Bestimmung der Wärmekapazität eines Körpers zeigt den Umgang mit dieser Größe in der folgenden Beispielrechnung:
Der Körper wird zunächst so lange in kochendes Wasser ({\displaystyle \vartheta _{1}=100\,\mathrm {^{\circ }C} }) gelegt, bis er selbst diese Temperatur angenommen hat. Dann überführt man ihn in ein Kalorimeter, in dem sich {\displaystyle m_{\mathrm {W} }=1\,\mathrm {kg} } Wasser mit der Temperatur von {\displaystyle \vartheta _{2}=20\,\mathrm {^{\circ }C} } befindet. Es stellt sich eine Mischungstemperatur von {\displaystyle \vartheta _{3}=30\,\mathrm {^{\circ }C} } ein.
Das Wasser hat sich also um {\displaystyle \Delta T=\vartheta _{3}-\vartheta _{2}=10\,\mathrm {K} } (oder {\displaystyle 10\,\mathrm {^{\circ }C} }) erwärmt.
Mit der bekannten spezifischen Wärmekapazität von Wasser ({\displaystyle c_{\mathrm {W} }\approx 4{,}2\,\mathrm {kJ/(kg\cdot K)} }) berechnet sich die vom Wasser aufgenommene Wärme zu
{\displaystyle Q_{\mathrm {W} }=c_{\mathrm {W} }\cdot m_{\mathrm {W} }\cdot \Delta T=42\,\mathrm {kJ} }.
Diese Wärmemenge hat der Körper bei seiner Abkühlung um {\displaystyle \Delta T=\vartheta _{3}-\vartheta _{1}=70\,\mathrm {K} } (oder {\displaystyle 70\,\mathrm {^{\circ }C} }) an das Wasser abgegeben, also ist {\displaystyle Q=42\,\mathrm {kJ} }. Folglich beträgt die Wärmekapazität des Körpers:
{\displaystyle C={\frac {Q}{\Delta T}}={\frac {42\,\mathrm {kJ} }{70\,\mathrm {K} }}=\mathrm {600\,J/K} }